# Gęstość nasypowa
Gęstość nasypowa, gęstość objętościowa, gęstość pozorna, gęstość usypowa – gęstość dotycząca substancji sypkich (piasku, pospółki, kruszywa i różnych proszków). 
Jest to masa materiału (zwykle suchego) podzielona przez całkowitą objętość (samego ciała stałego oraz porów, czyli przestrzeni między jego cząstkami), którą ten materiał zajmuje.
Wartość tej wielkości fizycznej zmienia się w zależności od tego, w jakim stanie lub w jaki sposób materiał jest składowany. Pod jego własnym ciężarem lub w wyniku nacisku zewnętrznego przestrzenie między cząstkami się zmniejszają, przez co gęstość nasypowa wzrasta.
Parametr ten jest istotnym czynnikiem przy ocenie zagrożenia wybuchem pyłu węglowego.